# سيلينة مصرية
السيلينة المصرية  أو حليوان (باللاتينية: Silene aegyptiaca) نوع نباتي يتبع جنس السيلينة من الفصيلة القرنفلية، موطنها بلاد الشام ومصر وقبرص وتركيا. وتنمو في هذه المناطق، وهو نبات صالح للاكل ويتم قطافه من الطبيعة ودون زراعة.
يطلق على النبات أسماء محلية أخرى مثل «عوينة» و «سماميخا» في شمال فلسطين.
يبدأ نمو هذا النبات في شهر نوفمبر ويكمل الازهار في شهر كانون الثاني. حيث ينمو بشكل مكثف في الحقول ويظهر كبساط وردي اللون في فترة ازهاره.

## مرادفات للاسم العلمي
- (باللاتينية: Cucubalus aegyptiacus L.)
- (باللاتينية: Silene atocioides Boiss.)
- (باللاتينية: Silene atocion Jacq.)